# المدرسة اليابانية في موسكو
المدرسة اليابانية في موسكو ((بالروسية: Японская школа)‏, (باليابانية: モスクワ日本人学校)) (بالإنجليزية: Japanese School in Moscow)‏ هي مدرسة دولية خاصة تأسست في 1965  تقع في موسكو، روسيا.

## الروابط الخارجية
1. ↑  モスクワ日本人 学校の歩み، Japanese School in Moscow، مؤرشف من الأصل في 2006-11-14، اطلع عليه بتاريخ 2006-12-01
2. ↑  "English" (Archive) Moscow Finnish School. January 19, 2008. Retrieved on March 22, 2014. نسخة محفوظة 22 مارس 2014 على موقع واي باك مشين.
3. ↑  "00-Joubu-Title.html." (Archive) Japanese School in Moscow. Retrieved on 2 January 2013. "Leninsky Prospekt 78A Moscow Russia Japanese School in Moscow" نسخة محفوظة 14 يوليو 2017 على موقع واي باك مشين.

- (بالروسية) Askaryan, Anna. "Иностранные школы в Москве: японцы" (Archive).
- The Japanese School in Moscow (باليابانية)